# 周冰心
周冰心（1972年—），男，生于江苏张家港市，学者、文学评论家，1996年以来曾在中国大陆、香港、台湾、纽约的文学、学术、评论报刊发表中文、英文文学理论、评论、随笔二百余万字，文学理论、评论专著有《纵语狂欢——中国当代文学批判》（香港）、《家国两茫茫——海外中国作家研究》（台湾）、《丰富的痛苦——九十年代文学研究》、《文化口红——余秋雨散文研究》、小说集《乐土记事》等，另有作品入选二十余部年选、选集。主编有大型文学丛书“21世纪中国作家实力展”（十册）、黑色幽默文学丛书（三册）等多套丛书。曾入选2007年全球百名华人公共知识分子。